# Усанов Андрій Юрійович
Уса́нов Андрі́й Ю́рійович — полковник Збройних сил України.

## Життєпис
Народився на території рф. В 4 роки переїхав в Україні, навчався в школі. 
Випускник Академії сухопутних військ імені гетьмана Петра Сагайдачного 2008 року.
З 2008 по 2009 роки проходив службу у 25-ій військово-повітряній бригаді (Дніпропетровська область).
Далі для подальшого проходження служби відбув у місто Львів у 80-ий на той час окремий аеромобільний полк. У 2014 коли почалася війна у нього була посада командира десантної роти. У 2016 вже мав посаду начальник штабу батальйону 80-ї окремої десантно-штурмової бригади і звання майора 
Станом на березень 2017-го — слухач, Національний університет оборони України імені Івана Черняховського.
Погодив план командирів 1-го та 3-го батальйонів на вихід з оточення 46 воїнів між Прогресом і Лозуватським і надав їм артилерійську підтримку. Це один із небагатьох прикладів справді вдало спланованої операції на Покровському напрямку .
В серпні 2024 полковника Усанова звільнено з посади командира 31-ї окремої механізованої бригади незважаючи на те, що записували відео на його підтримку.

## Нагороди
- орден «Богдана Хмельницького» III ступеня (2022) — за особисту мужність і самовіддані дії, виявлені у захисті державного суверенітету та територіальної цілісності України, вірність військовій присязі.
- Орден "Богдана Хмельницького" ІІ ступеня  (2022) - за особисту мужність і самовідданість дії, виявлені у захисті державного суверенітету та територіальної цілісності України, вірність військовій присязі.

За особисту мужність і героїзм, виявлені у захисті державного суверенітету та територіальної цілісності України, вірність військовій присязі, відзначений — нагороджений
- 27 червня 2015 року — орденом Данила Галицького